# 扎吉里亞 (羅加京區)
49°22′47″N 24°28′47″E / 49.37972°N 24.47972°E
扎吉里亞（烏克蘭語：Загір'я），是烏克蘭西部的村莊，隸屬伊萬諾-弗蘭科夫斯克州的伊萬諾-弗蘭科夫斯克區。該村面積14.8平方公里，海拔高度260米，2001年人口634，人口密度每平方公里42.9人。